# Бухаровский
Бухаровский — хутор в Камышловском районе Свердловской области России, входит в состав «Галкинского сельского поселения».

## Географическое положение
Хутор Бухаровский муниципального образования «Камышловский муниципальный район» расположен на земельном участке крестьянского хозяйства «Михаил Бухаров», в окрестностях хутора проходит автотрасса Ирбит - Камышлов.

## История деревни
Хутор был основан в 1999 году и входит в состав муниципального образования «Галкинское сельское поселение». Наименование было присвоено постановлением правительства России 12 декабря 2000 года.

## Население
| 2002 | 2010 | 2021 |
| ---- | ---- | ---- |
| 10   | ↘9   | ↘2   |